# دلیران (اردبیل)
دلیران، روستایی در دهستان فولادلوی جنوبی بخش هیر شهرستان اردبیل در استان اردبیل ایران است.

## جمعیت
بر پایه سرشماری عمومی نفوس و مسکن در سال ۱۳۹۵، جمعیت این روستا برابر با ۲۱۵ نفر (۶۵ خانوار) بوده‌است.